# Flins

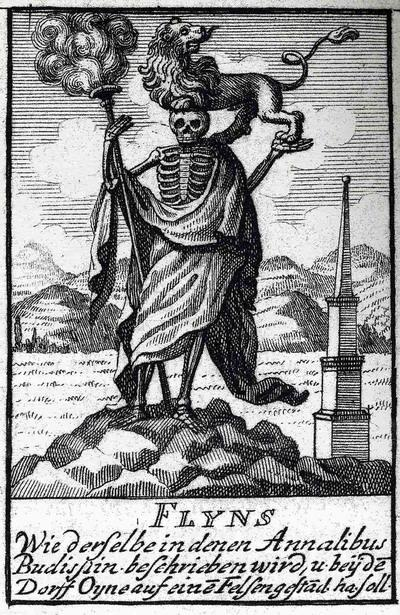
Flins.

Flins es el nombre que recibe un dios en la mitología de los vándalos, el cual era adorado antiguamente en el país  de Lusacia.
Se lo representaba bien por un esqueleto o bien en un anciano, teniendo en una mano una antorcha encendida, llevando un león en sus espaldas y de pie sobre una piedra candente o de sílice.
Se creía que devolvía la vida a los muertos y los guerreros le adoraban en forma de una piedra rústicamente esculpida. Esta piedra representaba a la piedra candente que encierra en sí un fuego invisible y que era el símbolo de la resurrección. El león que llevaba en la espalda debía un día despertar a los muertos con sus rugidos.